# 长庆镇
长庆镇是中华人民共和国福建省福州市永泰县下辖的一个镇。

## 行政区划
长庆镇共辖15个行政村，分别是：
梅楼村、中洋村、长庆村、尾洋村、下漈村、上漈村、南尾村、上洋村、福斗村、下埔村、中埔村、岐峰村、岭兜村、莲峰村和先峰村。